# Phyllonorycter anceps
Phyllonorycter anceps är en fjärilsart som beskrevs av Paolo Triberti 2007. Phyllonorycter anceps ingår i släktet guldmalar, och familjen styltmalar.
Artens utbredningsområde är:
- Frankrike.
- Grekland.
- Italien.

Inga underarter finns listade i Catalogue of Life.